# Día marciano

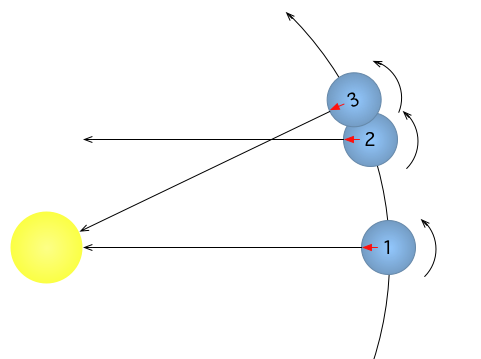
Día sidéreo comparado con el día solar para un planeta progrado como la Tierra.
· 1 → 2 día sidéreo
· 1 → 3 día solar

El día solar marciano es el período entre dos pasos consecutivos del Sol por un meridiano de Marte, y dura 24 horas 39 minutos 35,244 segundos. Es aproximadamente un 3% más largo que el día solar terrestre. 
El día sideral marciano, definido como dos pasos consecutivos de una misma estrella fija por el meridiano del lugar, dura 24h 37m 22.663s, como comparación, en la Tierra dura 23h 56m 04,0905s. 
La diferencia entre el día solar y el día sideral se debe en los dos planetas al movimiento del planeta alrededor del Sol y es una cuestión muy conocida. Supongamos que un día dado el día sideral y el Sol culminan en el mismo instante. El día sideral acabará cuando la estrella culmine al cabo de 24h 37m 22,663s, pero a causa del movimiento de traslación de Marte alrededor del Sol, el día solar no ha terminado. Como Marte tarda 668,5921 días marcianos en dar una vuelta al Sol, por término medio gira 360/668,5921 =0,53844489 º al día y este ángulo es lo que le falta girar para que el Sol culmine. En ello emplea un tiempo de 2m 12,58s así que el día solar medio dura: {\textstyle 24h\ 37m\ 22,663s+2m\ 12,58s=24h\ 39m\ 35,24s}. 
Otra manera de entender la misma cuestión es que si el planeta en un año da X vueltas sobre sí mismo, el Sol culmina una vez menos. Como la órbita no es circular y rige la segunda ley de Kepler o ley de las áreas hay que hablar de día solar medio pues el movimiento real del planeta sobre la órbita no es siempre el mismo y por tanto el día solar tiene una duración variable. Apliquemos lo dicho para: 
La Tierra:
El día solar medio dura 24 horas y el año 365,2422 días. Así para la Tierra el día sideral dura {\displaystyle Ts\cdot 365,2422=24h\cdot 365,2422} es decir Ts=23,93447 h, o bien 23h56m4,1s
Marte:
El periodo de rotación de Marte fue determinado por primera vez por Huygens en 1659 basándose en las manchas de albedo que se observan en su superficie. En 1666 Giovanni Cassini fijó su duración en 24h 40m valor aproximado al verdadero. Con base en dibujos hechos en un intervalo de observación de 300 años se halló para la revolución sideral el periodo 24h 37m 22'7s.
Ejemplo:
Sabiendo que el año en Marte dura 686'9726 días terrestres ¿Cuántos días solares medios tiene un año? ¿Cuándo acaba el día solar medio T? 
Sabiendo que 686'9726 días terrestres equivalen a 16.442'3251 horas.
Traduciendo las horas terrestres de un año marciano a días marcianos:
(24h37m22,663s equivalen a 24,62296194 horas).
X=16.442,3251 horas/24,62296194 horas=667'76389963.
Así que el año dura 667,76389963 soles. Por ello el día solar medio dura T=16.442,3251 horas/667,76389963 soles=24,622962=24h37m22,66s, lo que equivale a 1,02876570 días terrestres, es decir, un sol dura aproximadamente un 3% más que un día terrestre.

## Sol
El término «sol» es usado por los ingenieros de la NASA en las misiones a Marte para referirse a un día solar en Marte.